# Rytigynia nigerica
Rytigynia nigerica là một loài thực vật có hoa trong họ Thiến thảo. Loài này được (S.Moore) Robyns miêu tả khoa học đầu tiên năm 1928.